# 儲良材
儲良材（1488年—？），又名儲良才，字邦掄（邦倫），號谷泉，廣西柳州府馬平縣民籍，湖廣襄陽縣人，明朝政治人物。

## 生平
正德十一年（1516年）丙子科廣西鄉試第十名舉人，十二年（1517年）中式丁丑科會試第一百八十九名，二甲第六十一名進士。都察院觀政，嘉靖元年（1522年）二月授江西道監察御史，六年（1527年）七月以浮躁淺露閑住，上疏申辯，獲吏部左侍郎桂萼等人維護，恢復原職，七年巡按江西，八年（1529年）九月冠帶閑住。

## 家族
曾祖儲英；祖父儲貫，封審理正；父儲玉，左長史。母陳氏（封孺人）。具慶下。